# ヴェンカイアー・ナイドゥ
 ムッパバラプ・ヴェンカイアー・ナイドゥ（Muppavarapu Venkaiah Naidu、1949年7月1日 - ）はインドの政治家で第13代インド副大統領を務めた。

## 出生
ヴェンカイアー・ナイドゥは、1949年7月1日にアーンドラ・プラデーシュ州で生まれた。

## 副大統領
ヴェンカイアー・ナイドゥは2017年8月11日から2022年8月11日まで第13代インド副大統領を務めた。